# Dactylis
Dactylis L., 1753 è un genere di piante erbacee della famiglia delle Poacee.

## Tassonomia
Il genere comprende due specie:
- Dactylis glomerata L.
- Dactylis smithii Link